# Komenda Powiatowa Straży Granicznej w Łunińcu
Komenda Powiatowa Straży Granicznej w Łunińcu – organ dowodzenia Straży Granicznej w II Rzeczypospolitej w latach 1922 – 1923.

## Formowanie i zmiany organizacyjne
Wykonując postanowienia uchwały Rady Ministrów z 23 maja 1922 roku o powołaniu Straży Granicznej, Minister Spraw Wewnętrznych z dniem 1 września 1922 wprowadził w formacji nową organizację wewnętrzną. Ostatecznie nazwę „Baony Celne” na „Straż Graniczną” zmieniono rozkazem Ministra Spraw Wewnętrznych z 9 listopada 1922 roku. Granicę wschodnią podzielono na odcinki wojewódzkie, a te na powiatowe podległe Komendom Powiatowym Straży Granicznej.Komenda Główna Straży Granicznej wyznaczyła z dniem 1 września 1922 roku obsadę personalną Komendy Powiatowej Straży Granicznej w Łunińcu i podporządkowała jej trzy bataliony piechoty.
Komendant powiatowy SG podlegał w sprawach służby granicznej staroście, a pod względem dyscyplinarnym, administracyjnym i regulaminowym komendantowi wojewódzkiemu SG. 
Pomieszczenia biurowe komendy i ich wyposażenie nie spełniały podstawowych wymagań niezbędnych do prac administracyjnych. W listopadzie 1922 mjr Krajewski podjął starania przeniesienia siedziby komendy do Łachwy. 10 stycznia na przeniesienie komendy do Łachwy wyraził zgodę wojewoda poleski
Komendant powiatowy major Stefański zameldował, że z dniem 6 lipca 1923 została zlikwidowana KomendaPowiatowa SG w Łunińcu.

## Kadra komendy powiatowej
Stan na dzień 1 września 1922:
- komendant – mjr Stanisław Krajewski
- adiutant – por. Wacław Gernychow
- oficer do zleceń – por. Józef Prokopowicz

## Struktura organizacyjna
Dyslokacja według stanu na dzień 1 grudnia 1922
- Komenda powiatowa w Łunińcu
  - 1 batalion Straży Granicznej – Łachwa
  - 37 batalion Straży Granicznej – Wielki Różan
  - 40 batalion Straży Granicznej – Miklaszewicze